# 溶射技能士
溶射技能士（ようしゃぎのうし）とは、国家資格である技能検定制度の一種で、都道府県知事（問題作成等は中央職業能力開発協会、試験の実施等は都道府県職業能力開発協会）が実施する、溶射に関する学科及び実技試験に合格した者をいう。
なお職業能力開発促進法により、溶射技能士資格を持っていないものが溶射技能士と称することは禁じられている。

## 区分
溶射の中で防食溶射作業、肉盛溶射作業に分かれる。

## 級別
防食溶射作業、肉盛溶射作業ともに単一等級のみである。

## 実技作業試験内容

### 溶射(防食溶射作業)
- 単一等級：ブラスト面の判定及び試験片のブラスト面への防食溶射(アルミニウム溶射)並びに皮膜厚さ測定について行う。試験時間＝35分

### 溶射(肉盛溶射作業)
- 単一等級：試験片のブラスト面への肉盛溶射(ステンレス鋼溶射1種)を行い密着力試験片を作成し、その皮膜厚さ測定を行う。試験時間＝40分